# 紫花凤仙花
紫花凤仙花（学名：Impatiens purpurea）为凤仙花科凤仙花属的植物，其种加词“purpurea”意为“紫色的”。中国特有植物。分布于中国大陆的云南等地，生长于海拔2,450米至3,300米的地区，多生于山谷、林下和溪边，目前尚未由人工引种栽培。